# Dominic Scott
Dominic Scott é um antigo guitarrista da famosa banda Keane.
Dominic tocava guitarra e cantava nos inícios da formação da banda Keane. Esteve desde 1995 até 2001 na banda de onde saiu em Julho de 2001.
Scott participou Tonbridge School, em Kent, onde conheceu os outros membros da banda que se tornaria Keane. Em 1995, ele pediu ao seu amigo Tim Rice-Oxley para formar uma banda para tocar covers de U2, Oasis e The Beatles. Eles convidaram Richard Hughes para a bateria. A banda foi chamada The Lotus Eaters de 1995 a 1997. Em 1997 seu nome mudou para "Keane", e eles convidaram amigo de Rice-Oxley Tom Chaplin para participar como vocalista.
Scott deixou em julho de 2001, após o lançamento do single "Wolf at the Door", aparentemente devido a diferenças musicais com Rice-Oxley, o outro compositor da banda. Sua saída parece ter sido amigável [1] Keane postou uma mensagem em sua página oficial em 14 de Novembro 2001, que indicava.:
"Um pedaço triste notícia para nós é que, em Julho de nosso guitarrista Dom decidiu deixar a banda e voltar para seus estudos na LSE. Desejamos a ele tudo de melhor com isso. A partida de Dom dá-nos espaço para desenvolver o nosso som em novas direções e as novas gravações refletem o amor da música mais eletrônica e ambiente que nos inspirou a começar a escrever canções em primeiro lugar O som ainda é inconfundivelmente Keane -. épico e onírico - mas estamos confiantes de que você capturou um novo nível de energia e atmosfera em fita ". [2].
Rice-Oxley comentou no México: "Dom é um grande fã do U2 então talvez nós nos encontraremos em Nova York" (uma vez que muitas vezes Keane abriu para U2 em 2005.)
Depois de uma pausa da música , durante o qual ele completou um mestrado em Economia pela London School of Economics , ele formou uma banda com seus amigos Goodenough universitários Alistair Watson , Andrew Morgan e Benjamin Salmon . A banda foi inicialmente chamada BabyGrand mas mudou para Roundstone em 2007 .